# 인베이션 (2014년 영화)
인베이션(Invasion)은 파나마에서 제작된 아브너 베나임 감독의 2014년 다큐멘터리 영화이다. 1989년 미국의 파나마 침공에 관해 다룬다. 제87회 아카데미상의 외국어 부문에 파나마 출품작으로 선정되었으나 후보로 지명되지는 못했다. 파나마가 외국어 부문 오스카상에 최초로 출품한 영화 작품이다.
이 영화는 1989년 파나마 침공에 영향을 받은 파나마의 수많은 거주인들을 인터뷰한다.